# Nothing More (альбом)
Nothing More — четвёртый студийный альбом американской рок-группы Nothing More. Альбом был выпущен 24 июня 2014, и это первый альбом группы Nothing More выпущенный на известном рок-лейбле Eleven Seven Music. Песни Nothing More содержат в себе темы религии, корпораций, психических заболеваний и капитализма.

## Темы и композиция
О песне «Mr. MTV», фронтмен Джонни Хокинс рассказал: «Речь идёт не только о MTV, но мы используем это в качестве примера, в котором многие люди или другие компании могут потерять в жизни, когда они решат выбрать деньги или славу, или что-то большее, чем делать что-то, что, я думаю, больше, чем всё это». Далее он объяснил, что это говорит о пустом месте идеализма в мире, управляемом капитализмом и всемогущим долларом. Песня «Christ Copyright» содержит аналогичное сообщение, в котором Хокинс объясняет «Christ Copyright продолжает тему [Mr.] MTV. Это серьёзно, но похоже, что мы немного поигрались со словами, потому что нам было смешно брать слово „Christ“, которое является религиозным символом, и слово „Copyright“, которое является знаком бизнеса. В американской духовности или религии, которая была чистой вещью, теперь смешались маркетинг и корпорации.» Он также сказал, что его послание заключается в том, чтобы «побудить слушателя поддерживать моральную целостность и бросать вызов социальным нормам» «Jenny» была написана о сестре Хокинса, Дженне; которая борется с биполярным расстройством. Видеоклип песни «Jenny» является описанием жизни Дженни. «Gyre» и «Pyre», тем временем, являются инструментальными композициями, которые содержат образцы речей философа Алана Уоттса.

## Выпуск и продвижение
Релиз первого сингла, «This is the Time (Ballast)» состоялся 11 марта 2014. Релиз акустической версии состоялся позже, как отдельный сингл, 23 сентября. Видеоклип был выпущен для второго сингла, «Mr. MTV», 21 сентября с помощью каналов на YouTube и Vevo. Видеоклип для сингла «Jenny» был выпущен 6 апреля 2015. Также был выпущен четвёртый сингл — «Here's to the Heartache», 13 октября 2015.
Релиз альбома состоялся 4 июня 2014 и дебютировал на 33 строчке в чарте Billboard 200, продав 8,600 копий за неделю.

## Список композиций
| №   | Название                     | Автор(ы)                                  | Длительность |
| --- | ---------------------------- | ----------------------------------------- | ------------ |
| 1.  | «Ocean Floor»                |                                           | 0:58         |
| 2.  | «This is the Time (Ballast)» | Paco Estrada, Will Hoffman, Scott Stevens | 3:40         |
| 3.  | «Christ Copyright»           |                                           | 3:17         |
| 4.  | «Mr. MTV»                    |                                           | 3:59         |
| 5.  | «First Punch»                | Hoffman, Stevens                          | 3:22         |
| 6.  | «Gyre»                       |                                           | 2:57         |
| 7.  | «The Matthew Effect»         | Hoffman, Jasen Rauch                      | 3:16         |
| 8.  | «I'll Be OK»                 |                                           | 4:46         |
| 9.  | «Here's to the Heartache»    | Estrada, Stevens, Hoffman                 | 4:17         |
| 10. | «If I Were»                  | Hoffman, Stevens                          | 3:32         |
| 11. | «Friendly Fire»              | Hoffman                                   | 3:43         |
| 12. | «Sex & Lies»                 |                                           | 4:13         |
| 13. | «Jenny»                      |                                           | 3:56         |
| 14. | «God Went North»             |                                           | 6:09         |
| 15. | «Pyre»                       |                                           | 9:54         |

| №   | Название                                           | Длительность |
| --- | -------------------------------------------------- | ------------ |
| 16. | «This Is the Time (Ballast)» (акустическая версия) | 4:41         |

| №   | Название                     | Автор(ы)                                  | Длительность |
| --- | ---------------------------- | ----------------------------------------- | ------------ |
| 1.  | «Ocean Floor»                |                                           | 0:58         |
| 2.  | «This is the Time (Ballast)» | Paco Estrada, Will Hoffman, Scott Stevens | 3:40         |
| 3.  | «Christ Copyright»           |                                           | 3:17         |
| 4.  | «Mr. MTV»                    |                                           | 3:59         |
| 5.  | «First Punch»                | Hoffman, Stevens                          | 3:22         |
| 6.  | «Gyre»                       |                                           | 2:57         |
| 7.  | «The Matthew Effect»         | Hoffman, Jasen Rauch                      | 3:16         |
| 8.  | «I'll Be OK»                 |                                           | 4:46         |
| 9.  | «Here's to the Heartache»    | Estrada, Stevens, Hoffman                 | 4:17         |
| 10. | «If I Were»                  | Hoffman, Stevens                          | 3:32         |
| 11. | «Friendly Fire»              | Hoffman                                   | 3:43         |
| 12. | «Sex & Lies»                 |                                           | 4:13         |
| 13. | «Surface Flames»             |                                           | 2:21         |
| 14. | «Take a Bullet»              |                                           | 3:56         |
| 15. | «Jenny»                      |                                           | 3:56         |
| 16. | «God Went North»             |                                           | 6:09         |
| 17. | «Pyre»                       |                                           | 9:54         |

| Сторона 1 | Сторона 1                    | Сторона 1                 | Сторона 1    |   | Сторона 2        | Сторона 2  | Сторона 2    | Сторона 2 |
| #         | Название                     | Композитор                | Длительность | # | Название         | Композитор | Длительность |           |
| --------- | ---------------------------- | ------------------------- | ------------ | - | ---------------- | ---------- | ------------ | --------- |
| 1         | «Ocean Floor»                |                           | 0:58         | 1 | «Surface Flames» |            | 2:21         |           |
| 2         | «This is the Time (Ballast)» | Estrada, Hoffman, Stevens | 3:40         | 2 | «Take a Bullet»  |            | 3:56         |           |
| 3         | «Christ Copyright»           |                           | 3:17         | 3 | «Jenny»          |            | 3:56         |           |
| 4         | «Mr. MTV»                    |                           | 3:59         | 4 | «God Went North» |            | 6:09         |           |
| 5         | «Gyre»                       |                           | 2:57         | 5 | «Pyre»           |            | 9:54         |           |
| 6         | «I’ll Be OK»                 |                           | 4:46         |   |                  |            |              |           |

## Участники
- Джонни Хокинс — вокалист
- Марк Воллелунга — гитара, бэк-вокал
- Дэниел Оливер — бас-гитара, клавиши, бэк-вокал
- Пол О’Брайэн — барабаны, перкуссия

## Чарты
| Название чарта        | Позиция |
| --------------------- | ------- |
| US Billboard 200      | 33      |
| US Digital Albums     | 19      |
| US Hard Rock Albums   | 3       |
| US Independent Albums | 8       |
| US Rock Albums        | 11      |

| Название                     | Год  | Наивысшая позиция          | Наивысшая позиция | Наивысшая позиция | Альбом       |
| Название                     | Год  | Hot Mainstream Rock Tracks | Hot Rock Songs    | Rock Airplay      | Альбом       |
| ---------------------------- | ---- | -------------------------- | ----------------- | ----------------- | ------------ |
| «This is the Time (Ballast)» | 2014 | 2                          | 30                | 18                | Nothing More |
| «Mr. MTV»                    | 2014 | 12                         | —                 | 42                | Nothing More |
| «Jenny»                      | 2015 | 6                          | 31                | 25                | Nothing More |
| «Here’s to the Heartache»    | 2015 | 4                          | 46                | 21                | Nothing More |